# 青森県道284号薬研佐井線
青森県道284号薬研佐井線（あおもりけんどう284ごう やげんさいせん）は、青森県むつ市大畑町から下北郡佐井村を結ぶ一般県道である。

## 概要
むつ市大畑町の奥薬研温泉で青森県道4号むつ恐山公園大畑線から続き、下北半島中央部の山地を通り佐井村中心部で国道338号に連絡している。
かつては大部分が未舗装であったが、2021年5月に拡幅の上、全面舗装された。

### 路線データ
青森県例規集に基づく起終点および経過地は次のとおり。
- 起点 : むつ市大畑町（薬研温泉）[1] （むつ市大畑町大字大畑字赤滝山国有林五八林班イ小班）[2]
- 終点 : 下北郡佐井村大字佐井（国道三三八号交点）[1] （下北郡佐井村大字佐井字古佐井65の1）[2]

## 歴史
- 1995年（平成7年）4月1日 - 県道に認定される[1]。

## 路線状況

### 冬季閉鎖区間
- むつ市大畑町赤滝山 - 佐井村古佐井川目（11月下旬 - 5月中旬）

## 地理

### 通過する自治体
- 青森県むつ市 - 下北郡佐井村

### 交差する道路
- 青森県道4号むつ恐山公園大畑線（むつ市大畑町・起点）
- 国道338号（佐井村大字佐井・終点）

### 沿線
- 薬研温泉（むつ市大畑町）